# 穗花八寶
穗花八寶（学名：Hylotelephium subcapitatum），又名头状佛甲草、穗花佛甲草，为景天科景天属的植物，为台灣特有植物。分布在台湾海拔3,000米至3,900米的高山。

## 扩展阅读
- 維基物種上的相關：穗花八宝